# 福地村 (青森県)
福地村（ふくちむら）は青森県三戸郡にかつて存在していた村である。八戸市西部に隣接した内陸の村であったが2006年1月1日に名川町、南部町と合併し、新しい南部町となったため消滅した。

## 地理
村の大部分が平坦な地形で構成され中心部を東西に流れる馬渕川沿いに多くの住民が居住している。
気候は年平均気温が10℃前後と青森県内では比較的温暖な土地柄であり、冬季間の積雪量も少ない。

## 歴史
- 1889年（明治22年）4月1日：町村制施行。
  - 苫米地村、片岸村、麥澤村、高橋村、小泉村の合併により地引村成立
  - 法師岡村、福田村、森越村、杉澤村、樺木村、埖渡村の合併により田部村成立
- 1949年（昭和24年）4月1日：田部村大字森越が北川村（のちの名川町、現・南部町）に編入
- 1955年（昭和30年）4月1日：地引村、田部村が合併し福地村成立。
- 2005年（平成17年）3月17日：南部町、名川町と2006年1月1日に新設合併することを青森県知事に申請、新町名は南部町。
- 2006年（平成18年）1月1日：南部町、名川町と合併し廃止。南部町の一部となる。

## 行政
- 町長：夏坂秀一（2005年から）
- 町議会：議員定数14名（無所属14名）

## 産業
村の基幹産業は農業であるが、近年は八戸市に隣接するという立地条件もあり工業化、ベッドタウン化が進んでいる。
- 農業
  - 主要産物：青森県内にて主として栽培されているニンニク（ふくちホワイト六片種）の発祥地である。
- 工業
  - 主要産物：福地工業団地、第2福地工業団地が造成され企業誘致に努めている。

## 地域
- 所轄警察署
  - 八戸警察署管内
    - 福地駐在所
- 所轄消防署
  - 八戸地域広域市町村圏事務組合八戸消防署福地分遣署
- 所轄郵便局
  - 福地郵便局

### 教育

#### 中学校
- 福地村立福地中学校
- 福地村立杉沢中学校

#### 小学校
- 福地村立福地小学校
- 福地村立福田小学校
- 福地村立杉沢小学校

※以下は廃校。
- 福地村立地引小学校
- 福地村立地引小学校片岸分校（1967年・福地小学校へ統合）
- 福地村立福田小学校〈旧〉（1984年・福田小学校〈新〉を統合新設）
- 福地村立埖渡小学校（同上）
- 福地村立星岡小学校（同上）
- 福地村立福地小学校〈旧〉（2004年・福地小学校〈新〉を統合新設）
- 福地村立麦沢小学校（同上）

## 交通

### 鉄道
- 青い森鉄道 苫米地駅

### 路線バス
- 南部バス

### 道路
- 一般国道
  - 国道104号
- 県道
  - 青森県道134号櫛引上名久井三戸線
  - 青森県道155号剣吉停車場線
  - 青森県道214号苫米地兎内線
  - 青森県道223号福田苫米地線

## 名所・旧跡・観光スポット・祭事・催事

### 旧跡
- 法師岡館跡 - 自然の地形を利用して作られた館、四戸南部氏族の居館と伝われる。
- 杉沢館跡
- 厳島神社 - 1724年（享保9年）建立
- 御嶽神社 - 1544年（天文13年）建立

### 観光スポット
- バーデハウスふくち
  - 村営温泉施設
- 福田温泉
- ふくちアイスアリーナ
  - アイスホッケー競技公認スケートリンク

### 祭事
- 厳島神社例大祭
- 御獄神社例大祭
- 苫米地神明宮例大祭
- ジャックドまつり

## 出身有名人
- 坂本勉（競輪選手）：ロサンゼルスオリンピック自転車競技銅メダリスト

## 備考
- いわゆる「四戸」が存在したとされる地域の1つである。